# RCW 103
RCW 103 ist ein Supernovaüberrest mit einer Rektaszension von 16h17m30s und der Deklination −51° 02′.
Sein Alter beträgt etwa 2000 Jahre. Er enthält in seinem Zentrum den Röntgenstrahler 1E161348-5055. Seine Entfernung beträgt etwa 10.000 Lichtjahre, im Sternbild Winkelmaß.

## Entdeckung
Die erste Katalogisierung erfolgte 1960. Von M. J. Kesteven wurde er 1968 als Supernovaüberrest identifiziert und in dessen Katalog aufgenommen. 1980 wurde durch den Satelliten Einstein Observatorium Röntgenstrahlung festgestellt, die seinem Zentralstern 1E161348-5055 zugeordnet wird.